# Concepción-San Roque
Se denomina Concepción - San Roque a la aglomeración urbana que se extiende entre las localidades argentinas de Concepción y San Roque del Departamento Chicligasta, dentro de la provincia de Tucumán.
La aglomeración se encuentra emplaza a 370 m s. n. m. a orillas del río Gastona. Dista a 75 km de la ciudad de San Miguel de Tucumán y se accede a la misma a través de la RN 38. Es considerada como tal por el INDEC desde 1991.
Con 50,375 habitantes (Indec, 2001), es la 2.ª aglomeración más poblada de la provincia, luego del Gran San Miguel de Tucumán y la 67.ª a nivel nacional. En el anterior censo contaba con 46,561 habitantes (Indec, 2001), lo que representa un incremento del 8,2%.
| Localidad  | Departamento | Población (2010) | Población (2001) | Población (1991) |
| ---------- | ------------ | ---------------- | ---------------- | ---------------- |
| Total      |              | 50.375           | 46.561           | 38.273           |
| Concepción | Chicligasta  | 49.782           | 45.989           | 37.853           |
| San Roque  | Chicligasta  | 593              | 572              | 420              |

## Sismicidad
La sismicidad del área de Tucumán (centro norte de Argentina) es frecuente y de intensidad baja, y un silencio sísmico de terremotos medios a graves cada 30 años.
- Sismo de 1861: aunque dicha actividad geológica catastrófica, ocurre desde épocas prehistóricas, el terremoto del 20 de marzo de 1861 (164 años) con 12.000 muertes,[2] señaló un hito importante dentro de la historia de eventos sísmicos argentinos ya que fue el más fuerte registrado y documentado en el país. A partir del mismo la política de los sucesivos gobiernos del norte y de Cuyo han ido extremando cuidados y restringiendo los códigos de construcción.[1] Y con el terremoto de San Juan de 1944 del 15 de enero de 1944 (81 años) los gobiernos tomaron estado de la enorme gravedad crónica de sismos de la región.
- Sismo de 1931: de 6,3 de intensidad, el cual destruyó parte de sus edificaciones y abrió numerosas grietas en la zona[2][1]